# Крафт, Карел
Карел Крафт (чеш. Karel Kraft; 24 февраля 1926 — 11 января 2015) ― чешский эсперантист, составитель словаря эсперанто, педагог, почётный член Чешской эсперанто-ассоциации.

## Биография
Родился 24 февраля 1926 года в городе Пршибрам. Когда он учился в Пршибрамской средней школе, началась Вторая мировая война. Вопреки обязательному изучению немецкого языка, установленному германским протекторатом, самостоятельно выучил английский, французский и русский языки. Последний он освоил вместе со сбежавшим из немецкого концлагеря русским заключённым, который скрывался у него дома.
Перед окончанием войны, вместо подготовки к экзамену на степень бакалавра, ему пришлось принудительно работать на немцев. Смог получить высшее образование только после войны и стал воспитателем. В 1948 году руководил оздоровлением детей, пострадавших от войны, в Пец-под-Снежкой. Здесь он познакомился со своей будущей женой, которая после окончания семейной школы работала там поваром.
В конце 1948 года призван на двухгодичную военную службу. После армии работал учителем в Гржимеждицах. В 1951 году приехал в Росовице в качестве директора школы, где в 1952 году у него родился сын. С 1953 года преподавал в одноклассной школе в Жупаницах до наводнения 1955 года. В 1957 году он купил там участок земли с глиняным домом и начал строить хижину, которую через некоторое время превратил в дом, а в 1970-х он поселился там.
После затопления озера Слапы его перевели директором в Оборжиште, где родилась его дочь Хана. Начал дистанционно изучать психопедию, которая сейчас называется специальной педагогикой, и перевёлся педагогом в центр перевоспитания в Оборжиште.
Из-за своей жизненной позиции и педагогической деятельности он не встретил понимания со стороны начальства и политических деятелей Чехословакии, и уехал преподавать в школу в Добржише. Здесь он продолжал организовывать экскурсии по скаутскому образцу, но это вскоре было прекращено властями.
28 ноября 1969 года был уволен из начальной школы в Добржише из-за несогласия с вводом войск Варшавского договора в Чехословакию в августе 1968 года.
После этого работал подсобным рабочим на урановых рудниках в Пршибраме, затем работал на земснаряде на строительстве подводного канала Желивка. Позже работал водителем в автомобильном отделе электрораспределительной компании.
К работе в школе смог вернуться только осенью 1989 года, ровно в тот же день спустя 20 лет.

## В движении эсперанто
С 1949 года активно занимался в движении по изучению и популяризации языка эсперанто. Участвовал в создании эсперанто-клубов в Добржише в 1957 и Пршибраме в 1961 году.
Организовал летний эсперанто-лагерь в Жупановицах в 1958 году. Член экзаменационной комиссии, автор новых словарей (эсперанто—чешский и чешский—эсперанто). На протяжении 20 лет поддерживал слепых эсперантистов в Советском Союзе. Для общения с ними Крафт использовал шрифт Брайля.
В своей книге «Герой любви» описал жизнь Пржемысла Питтера, который заботился о детях-сиротах и вместе воспитывал их в чешском, еврейском и немецком языках в послевоенной Чехословакии.
Занимался гуманитарной деятельностью. Увлекался индуизмом и другими восточными философиями, после чего стал вегетарианцем.
Оставался верным движению эсперанто на протяжении всей своей жизни и посвятил ему свою энергию и время. Он переписывался с друзьями-эсперантистами со всего мира.
Писал для эсперантоязычных передач Польского радио, для японских газет.

### Переводы
- Základní učení vonbulizmu (Основы обучения вонбулизму, 2006 г.)